# Agerø
Agerø är en ö i Danmark.   Den ligger i Morsø kommun i Region Nordjylland, i den nordvästra delen av landet, 270 km väster om Köpenhamn. Arean är 3,5 kvadratkilometer och det bor 30 personer på ön
(2020).
Agerø ligger i Limfjorden sydväst om ön Mors. Det finns en vägbank mellan Mors och Agerø. Farvattnet runt Agerø är både Natura 2000 område och fågelskyddsområde.